# Tjumerna
Tjumerna (bulgariska: Чумерна) är ett berg i Bulgarien.   Det ligger i regionen Sliven, i den centrala delen av landet, 220 km öster om huvudstaden Sofia. Toppen på Tjumerna är 1 527 meter över havet.
Terrängen runt Tjumerna är huvudsakligen kuperad. Tjumerna är den högsta punkten i trakten. Närmaste större samhälle är Tvărditsa, 10,9 km sydväst om Tjumerna.
I omgivningarna runt Tjumerna växer i huvudsak lövfällande lövskog. Runt Tjumerna är det ganska glesbefolkat, med 30 invånare per kvadratkilometer.